# Liste der Monuments historiques in Saint-Jean-le-Vieux (Ain)
Die Liste der Monuments historiques in Saint-Jean-le-Vieux (Ain) führt die Monuments historiques in der französischen Gemeinde Saint-Jean-le-Vieux auf.

## Liste der Bauwerke
| Bezeichnung   | Beschreibung                  | Standort | Kennzeichnung | Schutzstatus | Datum | Bild           |
| ------------- | ----------------------------- | -------- | ------------- | ------------ | ----- | -------------- |
| Schloss Varey | Erbaut ab dem 13. Jahrhundert | (Lage)   | PA00116554    | Inscrit      | 1983  | weitere Bilder |

## Liste der Objekte
- Monuments historiques (Objekte) in Saint-Jean-le-Vieux (Ain) in der Base Palissy des französischen Kultusministeriums